# Distrikt Florencia de Mora
Der Distrikt Florencia de Mora liegt in der Provinz Trujillo in der Region La Libertad in West-Peru. Der Distrikt wurde am 23. September 1985 gegründet. Der 1,99 km² große Distrikt hatte beim Zensus 2017 37.262 Einwohner. Im Jahr 1993 lag die Einwohnerzahl bei 35.806, im Jahr 2007 bei 40.014. Der Distrikt ist deckungsgleich mit dem 85 m hoch gelegenen nördlichen Vorort der Regionshauptstadt Trujillo Florencia de Mora.

## Geographische Lage
Der Distrikt Florencia de Mora liegt in der Küstenebene Nordwest-Perus. Er grenzt im Süden an den Distrikt Trujillo, im Westen an den Distrikt La Esperanza sowie im Norden und Osten an den Distrikt El Porvenir.